# Stora Lövsjön (Skepplanda socken, Västergötland)
Stora Lövsjön är en sjö i Ale kommun i Västergötland och ingår i Göta älvs huvudavrinningsområde. Sjön ligger i vildmarksområdet Risveden.